# Steven Berkoff
Steven Berkoff, ursprungligen Leslie Steven Berks, född 3 augusti 1937 i Stepney i Tower Hamlets, London, är en brittisk skådespelare, regissör, dramatiker och författare. Berkoff arbetar med film, TV och teater och har medverkat i storfilmer som Octopussy, Snuten i Hollywood, Outland, A Clockwork Orange, Barry Lyndon och Rambo – First Blood II samt i TV-serien Krig och hågkomst där han porträtterade Adolf Hitler. Han har även regisserat och medverkat i många teateruppsättningar. Han har gjort succé med att tolka Hamlet.[källa behövs]

## Filmografi
- 1973 – A Clockwork Orange - Polis
- 1975 – Barry Lyndon - Lord Ludd
- 1983 – Octopussy - Orlov
- 1984 – Snuten i Hollywood - Victor Maitland
- 1985 – Rambo – First Blood II - Podovsky
- 1987 – Förvandlingen - Gregor Samsa
- 1988 – Krig och hågkomst (TV-serie) - Adolf Hitler
- 2003 – Children of Dune (TV-serie) - Stilgar
- 2011 – The Girl with the Dragon Tattoo - Frode
- 2011 – The Borgias (2011) (TV-serie) - Girolamo Savonarola
- 2018 – Vikings (TV-serie) - Olaf den Digre